# Beatrice Michiel
Beatrice Michiel, född 1553, död 1613, var en venetiansk spion.

## Biografi
Beatrice Michiel var dotter till den venetianske ämbetsmannen Giacomo Michiel och Franceschina Zorzi Michel. År 1559 tillfångatogs hon med sin mor och sina två bröder då de färdades med båt över Adriatiska havet för att besöka fadern. Hennes mor lyckades köpa sig och sin dotter fria och återvända till Venedig, men hennes två bröder kvarblev i slaveri i Osmanska riket, där den ena avled och den andra konverterade till islam och blev en gunstling och hög ämbetsman hos sultan Selim II under namnet Gazanfer Aga: han fick ansvaret för hela palatspersonalen och behöll denna inflytelserika tjänst under tre sultaner. Beatrice Michiel gifte sig två gånger med förmögna venetianska aristokrater, Angelo di Bianci (d. 1588) och 1589 Zuane Zaghis, och fick två söner.

### Konstantinopel
Beatrice Michiels bror höll kontakt med familjen: deras mor levde 1582–1584 i det kejserliga haremet i Konstantinopel som hans gäst, och då hon återvände till Venedig mottogs hon i audiens av stadens regering och mottog en pension på grund av sin sons inflytelserika position hos sultanen. År 1591 bjöd Gazanfer Aga även in sin syster till Konstantinopel. Hennes andra äktenskap var olyckligt, och hon lämnade både sin make och sina två söner kvar i Venedig. Hon konverterade på sin brors uppmaning till islam, tog namnet Fatima Hatun och blev av sin bror 1593 bortgift med hans protegé Ali Aga, som tack vare hans stöd gjorde en framgångsrik hovämbetskarriär. Hon levde resten av sitt liv i sin brors, makes och det kejserliga haremet i Konstantinopel.

### Spionverksamhet
I sin nya ställning var Beatrice Michiel välinformerad om vad som pågick vid sultanens hov, och hon fungerade som Venedigs agent och vidarebefordrade militär, diplomatisk och politisk information till Venedig genom dess representant eller bailo i staden. Bailon beskrev henne som tapper och med gott omdöme och berömmer hennes skicklighet att navigera intriger i sultanhovet, och beskrev hur hon diskret men skickligt skapade sig en plats hos sultanens mor och hustrur och höll sig informerad om allt som angick Venedig.
År 1594 rapporterade hon exempelvis om att det talades om en potentiell krigsförklaring och beskrev den osmanska flottans fördelar och nackdelar, och 1596 skrev hon själv till dogen Marco Venier och varnade honom om att Esperanza Malchi försökte övertyga sultanen om att Venedig bistod Österrike i dess krig mot Venedig. Bailon informerades genom en annan agent att Beatrice gjorde allt för att tala väl om Venedig inför sultanmodern Safiye Sultan och tysta alla som gjorde motsatsen, något som hade orsakat ett gräl mellan henne och Malchi inför sultanmodern. Hon lyckades också övertyga sin bror om att göra detsamma: han gynnade venetianare vid hovet, instruerade bailon om hur han skulle bete sig för bäst framgång, och övertygade sultanen om att gynna katoliker och frige venetianska slavar. Hon sände även stora summor pengar hem till sina söner i Venedig, och en av dem, Giacomo, gjorde henne sällskap år 1600.

### Senare liv
Under soldatupproret 1603 tvingade en soldatkamarilla sultanen att avrätta Gazanfer Aga, och strax därpå dödades även hennes make. Hon fick en pension av sultanen och hennes son ett mindre viktigt ämbete, och levde därefter diskret och på avstånd från hovet till sin död 1613.
Beatrice Michiel utgör ett ovanligt exempel i sin samtid: den enda andra kvinnliga venetianska spionen vid det osmanska hovet man har kännedom om vid denna tid var Chirana, en hovdam till sultanmodern Nurbanu Sultan, som i flera år regelbundet tog emot mutor från tiomannarådet i Venedig i utbyte mot att läcka information om osmanska affärer och agera medlare mellan Venedig och Nurbanu, och brevväxlade med tiomannarådet genom sin egen agent.